# محمد عبد الرحمن يوسف
محمد عبد الرحمن يوسف يعقوب (مواليد 10 يوليو 1993) لاعب كرة قدم سوداني يلعب حالياً للهلال في الدوري السوداني الممتاز كمهاجم.

## الإنجازات

### مع الأندية
المريخ
- الدوري السوداني الممتاز (2): 2001، 2002.
- كأس السودان (1): 2001.

الهلال
- الدوري السوداني الممتاز (5): 2005، 2006، 2007، 2009، 2010.
- كأس السودان (2): 2009، 2011.

### فردية
- هداف الدوري السوداني الممتاز موسم 2017 برصيد 22 هدفاً.
- هداف كأس العرب للأندية الأبطال موسم 2018–19 برصيد 7 أهداف.

## وصلات خارجية
- محمد عبد الرحمن على موقع إي إس بي إن إف سي (الإنجليزية)
- محمد عبد الرحمن على موقع ناشيونال فوتبول تيمز (الإنجليزية)
- محمد عبد الرحمن على موقع Soccerway.com (الإنجليزية)
- محمد عبد الرحمن على موقع عالم كرة القدم.نت (الإنجليزية)
- محمد عبد الرحمن على موقع كووورة